# Gymnasium am Kattenberge
Das Gymnasium am Kattenberge (GAK) ist ein staatliches allgemeinbildendes Gymnasium in  Buchholz in der Nordheide in Niedersachsen. Die Schule wurde im Jahr 1974 gegründet und hat sich seitdem zu einer der größten Bildungseinrichtungen im Landkreis Harburg entwickelt. Sie bietet ein Bildungsangebot von der 5. bis zur 13. Jahrgangsstufe mit einem besonderen Fokus auf MINT-Förderung, kulturelle Bildung, Nachhaltigkeit und gesellschaftliches Engagement.

## Lage und Einzugsgebiet
Die Schule liegt am nördlichen Stadtrand von Buchholz und ist mit öffentlichen Verkehrsmitteln erreichbar. Sie wird von Schülern aus dem Gebiet der Nordheide und Teilen Hamburgs besucht.

## Geschichte
Die Gründung des Gymnasiums erfolgte im Jahr 1974 als zweites Gymnasium in Buchholz, damals unter der Bezeichnung „Gymnasium II i. E.“. Der Schulbetrieb begann unter provisorischen Bedingungen – es standen zunächst nur Teile des heutigen Gebäudekomplexes zur Verfügung. Klassenzimmer, Fachräume und Sportstätten wurden nach und nach ausgebaut.
In den 1980er-Jahren wurde die Schule durch regionale Schulentwicklungsmaßnahmen mehrfach organisatorisch verändert, unter anderem durch die Einführung und spätere Abschaffung der Orientierungsstufe sowie die Gründung neuer Gymnasien im Landkreis.
In den folgenden Jahrzehnten wurden moderne Fachräume, eine große Sporthalle, Computerräume und ein Selbstlernzentrum eingerichtet. Der Campus umfasst heute mehrere Gebäudeteile mit über 80 Unterrichtsräumen, zwei Sporthallen, eine Mensa und weitläufige Außenanlagen.

## Pädagogisches Profil
Das Gymnasium am Kattenberge verfolgt ein ganzheitliches Bildungskonzept, das neben der fachlichen Förderung auch die soziale, emotionale und kulturelle Entwicklung der Schülerinnen und Schüler in den Mittelpunkt stellt. Leitprinzipien der Schule sind:
- Gemeinschaft und Verantwortung
- Leistung und Förderung
- Individualität und Vielfalt
- Nachhaltigkeit und Zukunftsfähigkeit

### GAKplus
Seit 2024 bietet die Schule das Programm GAKplus an – ein Wahlpflichtbereich für die Jahrgänge 5 bis 7, bei dem die Schüler verschiedene Profile wie MINT, Musik, Kunst/Theater, Sport/Zirkus oder Umweltbildung durchlaufen können. Das Ziel ist eine individuelle Interessenförderung bereits in der Unterstufe.

### Digitales Lernen
Das Gymnasium am Kattenberge ist digital ausgestattet. Es verfügt über mehrere Computerräume, WLAN im gesamten Schulgebäude, digitale Tafeln (Smartboards) und iPad-Klassen. Digitale Medien werden als integraler Bestandteil des Unterrichts genutzt.

## Fachbereiche und Angebote
Die Schule bietet ein breites Fächerspektrum mit Profilen in den Bereichen:
- Sprachen: Englisch, Französisch, Latein, Spanisch[4] – mit Austauschprogrammen.
- Kunst und Musik: Theatergruppen, Orchester, Big Band, Kultur-AG.
- Gesellschaftswissenschaften: Projektarbeit zu regionalgeschichtlichen Themen, z. B. zur NS-Zeit in Buchholz.
- MINT (Mathematik, Informatik, Naturwissenschaften, Technik): regelmäßige Teilnahme an Wettbewerben wie Jugend forscht, Roboter-AGs, Kooperation mit der TU Hamburg.

## Austauschprogramme und Partnerschaften
Die Schule unterhält Partnerschaften mit Schulen in Frankreich, Spanien und den USA. Das Gymnasium ist eine Europaschule in Niedersachsen. Darüber hinaus besteht eine enge Kooperation mit regionalen Unternehmen, Hochschulen (z. B. TUHH) sowie kulturellen Einrichtungen.

## Arbeitsgemeinschaften (AGs) und Projekte
Zu den über 30 AGs zählen:
- Technik-AG
- Umwelt-AG
- Schülerzeitung
- Schulsanitätsdienst
- Robotik
- Debattierclub
- Musical-Projekte

## Schulsozialarbeit und Beratung
Das Gymnasium am Kattenberge verfügt über ein Team aus Schulsozialarbeitern, Beratungslehrkräften und Präventionskräften. Zudem gibt es ein Paten- und Mentorenprogramm für jüngere Schüler.

## Ehemalige und Schultraditionen
Das Gymnasium am Kattenberge pflegt den Kontakt zu seinen Ehemaligen über regelmäßige Alumnitreffen. Traditionen wie das Sommerfest, der GAK-Lauf, Musikabende oder die Kulturveranstaltungen der „Kultur-AG“ haben einen festen Platz im Schuljahr.